# OMMS-Región Interamericana

Países Miembros de la Región Scout InterAmericana, nota algunas cadenas de islas del Pacífico están conectadas a la RSIA por medio de conexiones con territorios principales.

La Región Scout Interamericana (en inglés Interamerican Scout Region) es la división continental de la Organización Mundial del Movimiento Scout que comprende el continente americano.
Esta región agrupa a más de 7 millones de jóvenes y adultos, hombres y mujeres, integrantes de 36 Organizaciones Scouts Nacionales ubicadas en 35 países y territorios del continente.
La máxima autoridad de la Región Scout Interamericana es la Conferencia Scout Interamericana, integrada por representantes de las 36 Organizaciones Scouts Nacionales que pertenecen a ella. La Conferencia se reúne cada 3 años en algún país del continente que, previa postulación de la asociación respectiva, ha sido elegido en la Conferencia inmediatamente anterior.
La Conferencia elige al Comité Scout Interamericano (CSI), que la representa entre sus sesiones y tiene entre sus tareas aprobar e impulsar el Plan Regional de Desarrollo en conformidad a los objetivos, políticas y líneas de acción fijadas por la Conferencia.
También forma parte de los organismos regionales la Oficina Scout Mundial Centro de Apoyo Interamérica (OSM-CAI), dependiente de la Oficina Scout Mundial e integrada por un equipo de profesionales que trabajan a tiempo completo en el desarrollo y fortalecimiento del Movimiento Scout en América del Norte, Centroamérica, el Caribe y América del Sur. El Centro de Apoyo Interamérica además la Secretaría de la Conferencia y su Director Regional es el Secretario Ejecutivo del CSI.
La Región también cuenta con la Fundación Scout Interamericana (FSI), que tiene como misión recaudar fondos para apoyar y financiar las actividades y proyectos impulsados a nivel regional.
Finalmente, la Región Scout Interamericana ha reconocido como organismo consultivo a la sección americana de la Conferencia Internacional Católica de Escultismo (CICE - América), nexo institucional entre el Movimiento Scout y la Iglesia Católica.

## Conferencia Scout Interamericana
La Conferencia Scout Interamericana, máximo organismo de la Región, está integrada por delegados de las organizaciones scouts nacionales miembros y se reúne cada tres años.
Su propósito es:
- Estimular el desarrollo del Movimiento Scout en la Región Interamericana.
- Promover la cooperación entre las organizaciones miembros.
- Establecer los objetivos y fijar las bases de la Política Regional.
- Asegurar que en la Región se ejecuten las políticas establecidas por la Organización Mundial del Movimiento Scout.
- Elegir a los miembros del Comité Scout Interamericano.

A sus reuniones son invitadas las autoridades mundiales del Movimiento Scout y observadores de diversas organizaciones gubernamentales y no gubernamentales, nacionales e internacionales, que tienen intereses comunes con el Movimiento Scout.
Cada Organización Scout Nacional miembro goza de derecho a voto en las sesiones de la Conferencia, y si una no puede asistir, se le permite votar por poder otorgado a otra organización miembro.

### Listado de las Conferencias Scout Interamericanas
Este es el listado de las Conferencias regionales que se han realizado:
| Nro  | Lugar                                 | Fecha                                  | Países |
| ---- | ------------------------------------- | -------------------------------------- | ------ |
| 0    | Mendham, Nueva Jersey, Estados Unidos | 10 de febrero de 1945                  | 15     |
| 1º   | Bogotá, Colombia                      | 27 de mayo al 2 de junio de 1946       | 19     |
| 2º   | Ciudad de México, México              | 3 al 8 de mayo de 1948                 | 11     |
| 3º   | La Habana, Cuba                       | 20 al 25 de febrero de 1953            | 16     |
| 4.º  | Río de Janeiro, Brasil                | 22 al 27 de febrero de 1957            | 17     |
| 5.º  | Caracas, Venezuela                    | 22 al 27 de febrero de 1961            | 15     |
| 6.º  | Kingston, Jamaica                     | 26 al 29 de agosto de 1964             | 18     |
| 7.º  | San Salvador, El Salvador             | 24 al 29 de julio de 1968              | 24     |
| 8.º  | Lima, Perú                            | 11 de agosto de 1972                   | 18     |
| 9.º  | Miami, Florida, Estados Unidos        | 5 al 9 de agosto de 1974               | 25     |
| 10.º | Ciudad de México, México              | 24 al 28 de agosto de 1976             | 17     |
| 11.º | Ciudad de Guatemala, Guatemala        | 5 al 9 de junio de 1978                | 23     |
| 12.º | Santiago, Chile                       | 10 al 19 de octubre de 1980            | 24     |
| 13.º | Nasáu, Bahamas                        | 25 al 31 de julio de 1982              | 21     |
| 14.º | Curitiba, Paraná, Brasil              | 4 al 8 de septiembre de 1984           | 22     |
| 15.º | Puerto España, Trinidad y Tobago      | 20 al 26 de julio de 1986              | 22     |
| 16.º | Buenos Aires, Argentina               | 18 al 23 de septiembre de 1988         | 22     |
| 17.º | Montevideo, Uruguay                   | 18 al 23 de septiembre de 1990         | 17     |
| 18.º | San José, Costa Rica                  | 12 al 17 de julio de 1992              | 27     |
| 19.º | Cartagena de Indias, Colombia         | 4 al 8 de septiembre de 1995           | 22     |
| 20.º | Guadalajara, Jalisco, México          | 22 al 27 de marzo de 1998              | 22     |
| 21.º | Cochabamba, Bolivia                   | 24 al 28 de septiembre de 2001         | 33     |
| 22.º | San Salvador, El Salvador             | 31 de julio al 4 de agosto de 2004     | 30     |
| 23.º | Quito, Ecuador                        | 23 al 28 de noviembre de 2007          | 25     |
| 24.º | Panamá, Panamá                        | 14 al 19 de agosto de 2010             |        |
| 25.º | Buenos Aires, Argentina               | 14 al 21 de septiembre de 2013         |        |
| 26.º | Houston, Estados Unidos               | 14 al octubre de 2016                  |        |
| 27.º | Panamá, Panamá                        | 26 de noviembre al 1 diciembre de 2018 | 33     |
| 28.º | Ciudad del Este, Paraguay             | 23 hasta el 26 de noviembre de 2022    | 32     |

## Comité Scout Interamericano
El CSI es el organismo que dirige y administra la Organización Scout Interamericana sobre la base de los objetivos, políticas y líneas de acción establecidas por la Conferencia y tiene por propósito:
- Aprobar el Plan Regional.
- Actuar como organismo asesor del Comité Scout Mundial en materias relativas a la Región Interamericana.
- Estimular, promover y apoyar los eventos de carácter mundial, regional y subregional que se realicen en la Región.
- Actuar en nombre y representación de la Conferencia Scout Interamericana entre sus sesiones.

El Comité está integrado por diez miembros electos de modo que no haya más de un integrante de una misma organización scout nacional. Estos miembros ejercen su función a título voluntario, duran seis años en sus cargos, renovándose cinco de ellos por la Conferencia cuando ésta se reúne cada tres años. También integra el CSI el director Regional de la Organización Scout Interamericana quien es además su Secretario Ejecutivo.
Actualmente son 8 miembros con derecho a voz y voto y 2 Jóvenes Asesores (Youth Advisor) electos en el Foro Interamericano de Jóvenes y otros 3 miembros ex officio:
Comité Scout Interamericano (2022-2025)
Presidente: Rubem Tadeu Cordeiro - Brasil 
1.er Vicepresidente: Arturo León Vélez - México 
2.º Vicepresidente: Meghan Pierson- Estados Unidos 
Miembro: Pablo Nieto - Perú
Miembro: Lyda Pavón- Ecuador 
Miembro: José Vargas - Bahamas 
Miembro: Mark Chalouhi - Canadá 
Miembro: Raúl Brusco - Uruguay  
Ex officio
Youth Advisor: Miguel Calle -Ecuador 
Youth Advisor: Matheus Valois Serra- Brasil 
Tesorero Regional: Ajey Chandra 
Director Regional: Diana Carrillo Tiburcio
Presidente de la Fundación Scout Interamericana: Steve Kent

## Oficina Scout Interamericana
Es la rama de la Oficina Scout Mundial para la Región Interamericana y está compuesta por un conjunto de profesionales que trabajan a tiempo completo bajo la conducción del Director Regional, quien es designado por el Secretario General de la Organización Mundial del Movimiento Scout en acuerdo con el Comité Scout Interamericano.
La Oficina tiene entre sus funciones:
- Servir como Secretariado de la Organización Mundial en asuntos relacionados con la Región y como Secretariado de la Organización Scout Interamericana.
- Elaborar el Plan Regional y coordinar y ejecutar las acciones previstas en él,
- Asesorar y prestar asistencia técnica a las Organizaciones Scouts Nacionales de la Región.
- Conducir y organizar eventos regionales y subregionales.
- Identificar y formar líderes a nivel regional y nacional.
- Contribuir a la obtención de fondos para el financiamiento de las acciones regionales.
- Relacionar a la Organización Scout Interamericana con otras organizaciones regionales, públicas y privadas, vinculadas a los objetivos y acciones del Movimiento Scout.

La OSI ha tenido sede en:
- La Habana, Cuba, desde 1946 hasta 1960
- Kingston, Jamaica, 1960
- México, D.F., México, desde 1960 hasta 1968
- San José, Costa Rica, desde 1968 hasta 1992 (subsede hasta 1998)
- Santiago, Chile, desde 1992 hasta 2010
- Panamá, Panamá, desde 2010 a la fecha

## Fundación Scout Interamericana
La Fundación carece de personal profesional y los miembros del Directorio, nombrados por el Comité Scout Interamericano, como órgano de gobierno del Movimiento Scout en la Región, son voluntarios de toda América que dedican una parte importante de su tiempo a recaudar fondos.
El Comité Internacional de "Boy Scouts of America" (BSA) provee apoyo a la FSI, asumiendo las funciones de gestión financiera y contable, incluyendo la recepción y registro de las donaciones. Todos los fondos recibidos se depositan en cuentas bancarias a través de BSA, el capital se invierte de manera permanente y sólo las utilidades generadas se utilizan para financiar proyectos.
Miembros: La Fundación tiene una sola clase de Miembros, que son los miembros en actividad del Comité Scout Interamericano, elegidos por la Conferencia Scout Interamericana. Sin embargo, la administración de la Fundación está confiada a un Directorio compuesto por 18 personas, 15 de ellas nombradas por los Miembros para períodos de tres años. Los tres directores restantes son el presidente y el 1.er Vicepresidente del Comité Scout Interamericano y el director Regional de la Oficina Scout Interamericana. Los tres nombrados, junto con el presidente y el vicepresidente del Directorio de la Fundación, forman el Comité Ejecutivo de la misma.

### Repercusiones regionales de la crisis de la Organización Mundial
El 15 de octubre de 2007, un grupo de Organizaciones Scouts Nacionales, luego conocido como Grupo de Pattaya, entre ellas algunas de la región americana, le escribió una carta abierta de denuncia al Comité Scout Mundial.
El reclamo enfatizaba que la Oficina Scout Mundial no se centraba en las Organizaciones Scouts Nacionales, especialmente en los países en desarrollo, y que había cuestiones de gobernanza y de gestión que debían ser modificadas.
Dos días más tarde, Boy Scouts de América, la asociación scout nacional de Estados Unidos, envió una carta propia al Comité Scout Mundial reiterando dicha posición, pero afirmando a su vez que retendría los fondos de la Organización Mundial del Movimiento Scout hasta que Eduardo Missoni fuera reemplazado como Secretario General y se iniciaran los procesos necesarios para retrotraer la misión de la Organización Mundial del Movimiento Scout.
Luego, la Asociación Scout de Suecia, Svenska Scoutrådet, secundó la postura de retención de fondos de la asociación scout norteamericana con una carta similar.
Completando esta acción de pinzas, la Fundación Scout Mundial, que se había sido instituido para asegurar una fuente de financiación segura para el Movimiento Scout, siguió los dos ejemplos previos congelando los fondos y sumando presiones a favor de la renuncia de Eduardo Missoni.
El Comité Scout Mundial, escribió una respuesta puntual a las peticiones el 24 de octubre.
Ante esta situación, varias Organizaciones Scout Nacionales reaccionaron recordando que la Conferencia Scout Mundial era el órgano establecido en la Constitución de la Organización Mundial del Movimiento Scout para plantear estas determinaciones y expresaron su preocupación por esta coacción económica.
En una carta conjunta las Organizaciones Scouts Nacionales de Italia, España y Bélgica hicieron un llamado público a la unidad y solicitaron no tomar decisiones precipitadas antes de la siguiente Conferencia Scout Mundial
Sin embargo, el 12 de noviembre de 2007, el Comité Scout Mundial se reunió de emergencia en El Cairo, Egipto y Eduardo Missoni fue relevado de su cargo como Secretario General a partir del día 30, a pesar de su oposición y de la posición contraria de muchos de los miembros del comité.
El 22 de noviembre de 2007, aún en funciones, Eduardo Missoni informó a la Conferencia Scout Interamericana, reunión de los representantes de todas las asociaciones scout del continente americano, sobre la situación.
Lamentablemente, la 23.ª Conferencia Scout Interamericana en Quito, Ecuador, se realizaba entre el 23 y el 28 de noviembre de 2007, y Eduardo Missoni, aún en funciones, debió disculparse de participar ante la solicitud de altas autoridades scout de América del Norte.
El 30 de noviembre de 2007 Eduardo Missoni escribió una cronología de lo que él llama un putsch en su página web personal y dio a conocer muchos documentos que no se conocían hasta el momento, además de manifestar su punto de vista.
Complementariamente difundió un Comunicado de Prensa explicando al público en general los sucesos vividos.
Finalmente, el 4 de diciembre de 2007 Eduardo Missoni se despidió de todos sus colaboradores y de miembros de la Organización Mundial del Movimiento Scout con una emotiva carta.